# 竹内優美
竹内 優美（たけうち ゆみ、1983年4月21日 - ）は、日本のフリーアナウンサー。

## 人物・略歴
- 京都府京都市出身。身長157cm。血液型はA型。2002年3月、京都市立紫野高等学校を卒業。同級生に綿矢りさがいる。
- 大学3年時の4月から、CHKアナウンススクールに通学。夏頃に、KBS京都・関西テレビ☆京都チャンネルの『Go on』にスタッフとして出演、ダイエット企画・カレー作り企画などに参加する。大学4年時に日本テレビ『恋のから騒ぎ』に12期生として出演する。
- 2006年3月、立命館大学経営学部卒業後、四国放送に契約アナウンサーとして入社する。
- 2008年4月から2010年3月まではテレビ大阪の契約アナウンサーとなる。在籍中の2008年には、同僚だった藁谷麻美とアイドルアナウンサーユニットの「ユミー&マミー」（ユミー）を結成した。
- 2012年に活動の拠点を東京に移し、主に日本放送協会のテレビ番組に出演している。
- 2013年4月1日から2015年3月20日までの約2年間、NHK BS1の『東京マーケット情報』のキャスターを務めた。
- 2014年9月22日から2015年3月27日までの間、NHK BS1の『国際報道2014/2015』のキャスターを病気療養中の黒木奈々に代わって、徳住有香、佐野仁美、加藤桂子と交代で務めた。
- 2015年4月4日から2017年3月25日まで、NHK BS1の『経済フロントライン』のキャスターを務めた。
- 2022年現在セント・フォースの公式サイトからプロフィールが削除され、事実上引退状態である。

## 担当番組
四国放送
- あさ630

テレビ大阪
- ニュースBIZ（2008年4月10日〜2010年3月） - 「企業群像」リポーター
- ユミー&マミーの7アナ - ユミーとして
- チーム2011（～2010年3月）

フリー転向後
- よい国のニュース（BS日テレ・日テレNEWS24、2010年10月9日〜2011年6月25日） - キャスター
- 南関東地方競馬チャンネル（スカパー!） - 進行
- FNNスーパーニュース（フジテレビ）- 「スーパー特報」リポーター
- どこから見える？絶景スカイツリー(NHK BSプレミアム特番・2012年5月17日）- MC＆リポーター
- 絶景！感動！東京湾ナイトクルーズ(NHK BSプレミアム特番・2012年11月19日）- MC＆リポーター
- 東京マーケット情報（NHK BS1、2013年4月1日〜2015年3月20日） - キャスター
- 国際報道2014/2015（NHK BS1、2014年度） - 代理キャスター
- 国際報道2015（NHK BS1、2015年8月31日、9月7日） - 代理キャスター
- 経済フロントライン（NHK BS1、2015年4月4日～2017年3月25日） - キャスター